# Goffredo I di Provenza
Goffredo I (tra il 1013 ed il 1018 – 1063 circa) fu conte di Provenza dal 1018 e conte di Arles, dal 1032 alla sua morte.

## Origine
Figlio terzogenito del conte di Provenza, Guglielmo II e della moglie Gerberga di Borgogna (?-1026), figlia del conte e duca Ottone I Guglielmo di Borgogna, come testimonia il monaco cluniacense e cronista, Rodolfo il Glabro (958-1026) e di Ermentrude di Reims (950-?), Contessa di Mâcon e Besançon.
Guglielmo II di Provenza era figlio del conte d'Avignone, conte di Provenza e marchese di Provenza, Guglielmo I e della prima moglie (come viene sostenuto dalle Europäische Stammtafeln, vol II, 187 (non consultate), Arsenda di Comminges (come risulta dal documento n° 598 del Cartoulaire de l'abbaye de Saint-Victor de Marseille, tome I, dell'aprile 970, in cui, Guglielmo e la moglie, la contessa Arsinda, fanno congiuntamente una donazione all'abbazia stessa) (ca.950- dopo il 979 anno in cui compare per l'ultima volta citata in un documento), che secondo lo storico Szabolcs de Vajay era figlia del conte Arnaldo di Comminges e della contessa Arsenda di Carcassonne. Sempre secondo Szabolcs de Vajay Arsenda era anche la sorella della viscontessa di Narbonne, Adelaide, che la cita nel suo testamento del 978 (documento n° 130 dell'Histoire Générale de Languedoc, Tome V, Preuves, Chartes et Diplômes.

## Biografia
Nato dopo il 1013, dato che non viene ancora citato nel documento n° 646 del Cartoulaire de l'abbaye de Saint-Victor de Marseille, inerente ad una donazione fatta dai suoi genitori e dal fratello maggiore, Guglielmo (il futuro Guglielmo IV) in favore dell'abbazia di San Vittorio di Marsiglia.
Nel 1018, alla morte del padre, Guglielmo II, gli subentrò, nel titolo di conte di Provenza, assieme ai fratelli Guglielmo IV, primogenito, e Folco Bertrando I, secondogenito. In quello stesso anno, sua madre, Gerberga, unitamente a Goffredo (citato per terzo dopo i due fratelli) e ai suoi fratelli, Guglielmo IV, citato come conte, e Folco Bertrando e alla matrigna del loro padre, Guglielmo II, Adelaide d'Angiò (947-1026), fece una prima donazione, in suffragio dell'anima del marito, Guglielmo II; subito dopo, ancora nel 1018, ne fece una seconda, sempre assieme a Goffredo ed ai suoi fratelli; ed infine una terza, ancora con Goffredo ed i suoi fratelli. Infine, ancora nel 1019, secondo il Cartulaire de Saint-André-lès-Avignon, a pagina 32, risulta un'ulteriore donazione di sua madre, Gerberga, unitamente a Goffredo e ai suoi fratelli, al monastero di Saint-André-lès-Avignon.
Suo fratello, Guglielmo IV, morì ancor giovane, prima del 1030, perché in due donazioni, fatte dal secondogenito, Folco Bertrando (citato come Bertrando) e riportate dal Cartoulaire de l'abbaye de Saint-Victor de Marseille, tome II, non solo Guglielmo non viene menzionato, ma Folco Bertrando I è citato col titolo di conte; una di quello stesso anno, ed un'altra, forse antecedente.
Mentre il marchesato di Provenza era rimasto al cugino, Guglielmo III, il governo della contea di Provenza fu diviso tra Folco Bertrando I, che si era insediato nel castello di Forcalquier e Goffredo I, che risiedette nella zona di Arles; il controllo sulle contee e viscontee provenzali fu accentuato.
Nonostante ciò, il signore di Baux e di Fos, Ugo I, appoggiato dai visconti di Marsiglia e da altre viscontee delle Alpi, si ribellò all'autorità comitale. Lo scontro decisivo avvenne alla Laguna di Berre, dove i conti di provenza ebbero la meglio sui visconti ribelli.
Nel 1032, Goffredo I ricevette il titolo di conte di Arles.<be>In quello stesso anno morì il sovrano da cui dipendeva la contea di Provenza, il re di Arles, Rodolfo III, per cui la Provenza fu coinvolta nella guerra di successione, combattuta tra l'erede designato, l'imperatore del Sacro Romano Impero, Corrado II il Salico, ed il conte di Blois, di Chartres, di Châteaudun, di Tours, di Provins, di Reims, di Meaux e di Troyes, Oddone II, che se ne considerava erede legittimo in quanto figlio di Berta di Borgogna, figlia del re di Arles o delle due Borgogne, Corrado III il Pacifico. La guerra durò qualche anno e fu combattuta soprattutto in Borgogna e si concluse con la morte di Oddone II, nel 1037. Il regno di Arles o delle due Borgogne e quindi la Provenza divenne vassallo dell'impero.
Goffredo assieme al fratello Folco Bertrando fece donazioni sia all'Cluny nel 1037, che a quella di San Vittore di Marsiglia nel gennaio del 1040 ed ancora, nel 1048; in quello stesso periodo, si erano prodigati nella ricostruzione, dopo i danni arrecati dai Saraceni di Frassineto, dell'abbazia dell'ordine Bremetense (nome che è dovuto al paese di Breme), nella Val di Susa, vicino a Gap e nella costruzione di San Promaso, vicino a Forcalquier, di cui, Folco Bertrando ebbe il titolo di conte (in una donazione del 1044, Folco Bertrando si proclama proprietario di Forqualquier).
In un documento del 1045, il n° 24 del Cartoulaire de l'abbaye de Saint-Victor de Marseille tome I, Goffredo concede a suo cognato, il visconte di Marsiglia, Guglielmo III, di fare una donazione all'abbazia di san Vittore, che controfirma; mentre secondo la Gallia Christiana Novissima, Arles, Raimbaud, Arcivescovo di Arles, nel 1048, trasferì una proprietà, alla presenza di Goffredo della moglie, Stefania, e del cognato, Guglielmo III.
Suo fratello, Folco Bertrando, morì verso il 1054 lasciando la contea di Provenza a Goffredo I, che rimase l'unico conte di Provenza mentre la contea di Forcalquier andò ai propri figli, Goffredo II e Guglielmo Bertrando II.
Dopo la morte del fratello, Goffredo fece altre donazioni all'San Vittore di Marsiglia, unitamente alla moglie, Stefania ed al figlio, Bertrando, nel 1055 e nel 1057, dove menzionò i nonni, Guglielmo I e Arsenda di Comminges.
Morì nel 1063 (in quell'anno secondo la Gallia Christiana Novissima, Arles, la moglie Stefania o Dolce fece una donazione, senza che il marito fosse citato), lasciando il titolo al figlio Bertrando II di Provenza, mentre la sua vedova, Stefania o Dolce, secondo lo storico Szabolcs de Vajay, si sposò in seconde nozze col conte di Bigorre, Bernardo II.

## Matrimonio e discendenza
Goffredo aveva sposato, nel 1040 circa, Stefania o Dolce (?- dopo il 1096, anno in cui Stefania fece una donazione per l'anima del figlio Bertrando), che secondo lo storico Szabolcs de Vajay era viscontessa di Marsiglia, figlia del visconte di Marsiglia, Guglielmo II. Il documento n° 179 del Cartoulaire de l'abbaye de Saint-Victor de Marseille tome I, datato 27 gennaio 1040, potrebbe essere coincidente con il giorno delle nozze.
Goffredo e Dolce o Stefania ebbero 4 figli:
- Gerberga (?-1112), contessa di Provenza, che secondo l'Histoire Générale de Languedoc, Tome II sposò il visconte Gilberto I di Gévaudan[31]
- Bertrando[27] (?-1093), conte di Provenza
- una figlia di cui non si conosce il nome (?-?), che secondo il documento n° 273 dell'Histoire Générale de Languedoc, Tome V, Preuves, Chartes et Diplômes aveva sposato il conte di Nîmes e futuro conte di Tolosa, Raimondo di Saint-Gilles[32]
- Stefania di Provenza (?-1085), che secondo il documento n° 364 dell'Histoire Générale de Languedoc, Tome V, Preuves, Chartes et Diplômes aveva sposato il conte Guglielmo II di Besalú (?-1066)[33].

### Fonti primarie
- (LA)  Cartoulaire de Marseille Saint-Victor Tome II.
- (LA)  Cartoulaire de Marseille Saint-Victor Tome I.
- (LA)  Recueil des Chartes de l'Abbaye de Cluny, tome IV.
- (LA)  Recueil des Chartes de l'Abbaye de Cluny, tome III.
- (LA)  Histoire Générale de Languedoc, Tome V, Preuves, Chartes et Diplômes.
- (LA)  Rodulfi Glabri Historiarum Libri Quinque.
- (LA)  Gallia Christiana in provincia ecclesiastica, tomus I,.

### Letteratura storiografica
- C. W. Previté-Orton, "L'Italia nel X secolo", cap. XXI, vol. II (L'espansione islamica e la nascita dell'Europa feudale) della Storia del Mondo Medievale, 1979, pp. 662-701.
- Louis Halphen, La Francia nell'XI secolo, in «Storia del mondo medievale», vol. II, 1979, pp. 770–806
- Louis Halphen, Il regno di Borgogna, in «Storia del mondo medievale», vol. II, 1979, pp. 807-821
- Paul Fournier, Il regno di Borgogna o d'Arles dall'XI al XV secolo, in «Storia del mondo medievale», vol. VII, 1981, pp. 383–410
- (FR)  Histoire Générale de Languedoc, Tome II, Notes.